# 三川泉
三川 泉（みかわ いずみ、1922年（大正11年）2月1日 - 2016年（平成28年）2月13日）は、シテ方宝生流能楽師。
1922年、宝生流能シテ方三川寿水の四男として生まれる。宝生流十七世宗家宝生九郎重英、野口兼資に師事。昭和56年～60年まで社団法人日本能楽会理事。緻密な謡に定評があり、後進の育成にも尽力した。2003年重要無形文化財保持者（人間国宝）に認定。
2016年2月13日、東京都新宿の自邸にて、心不全のために死去。94歳没。

## 関連書籍
- 『三川泉 能の世界』（白水会、2002年）

## DVD
- 能楽名演集 能『羽衣～彩色之伝』観世流 片山九郎右衛門（幽雪）／能『花筐』宝生流 三川泉、NHKエンタープライズ